# Lucien Dury
Lucien Dury (ur. 6 lutego 1912 – zm. 14 maja 2002) – luksemburski polityk, dziennikarz oraz przewodniczący  luksemburskiego ruchu oporu. Dury był założycielem partii Grupa Patriotyczno-Demokratyczna, która w 1955 zmieniała nazwę na Partia Demokratyczna, której był przewodniczącym w latach 1959–1962. W latach 1945–1951 Dury był członkiem parlamentu Luksemburga, Izby Deputowanych.
Podczas niemieckiej okupacji Luksemburgach, Dury był członkiem oraz późniejszym liderem Letzeburger Vollekslegio'n (organizacji ruchu oporu na terenie Luksemburga). Po wojnie Lucien Dury założył gazetę Lëtzebuerger Journal w której służył jako dziennikarz oraz redaktor naczelny.